# Stjepan Mesić
Stjepan Mesić (Orahovica, 24 de dezembro de 1934) é um político croata, foi presidente da República da Croácia de 18 de fevereiro de 2000 até 18 de fevereiro de 2010. Também foi primeiro-ministro entre 30 de maio e 24 de agosto de 1990.